# Bas Balkissoon
Bas Balkissoon (né en 1952) est un homme politique provincial et municipal canadien de l'Ontario d'origines trinidadiennes et indiennes. Il représente la circonscription de Scarborough—Rouge River à titre de député du Parti libéral de l'Ontario de 2005 à 2016.

## Biographie
Né à Trinité-et-Tobago, Balkissoon s'est fait connaître en tant que chef de file de la Scarborough Homeowners Alliance For Fair Taxes, une association dénonçant le système de taxation foncière en Ontario. Il est marié à Tahay et ensemble ont élevé trois enfants.

## Carrière politique

### Conseiller municipal
En 1988, il est élu au district #13 du conseil municipal de Scarborough.
Avec la fusion de Scarborough pour former la nouvelle ville de Toronto, il fait son entrée au conseil municipal de Toronto en 1997. En tant que président d'un comité de la ville en lien avec les services informatiques, le comité découvre un contrat douteux entre la ville et la MFP Financial. Ceci conduit à la commission d'enquête sur la location d'ordinateur de Toronto (Toronto Computer Leasing Inquiry (en)). Il sert également durant une période où les services de police de la ville sont critiqués entre autres en raison du chef Julian Fantino et le président de l'association des policiers Craig Bromell (en).

### Politique provinciale
Élu lors d'une élection partielle le 24 novembre 2005, Balkissoon remplace Alvin Curling, président de l'Assemblée législative et qui a accepté le poste d'ambassadeur du Canada en République dominicaine. Balkissoon est facilement élu avec une majorité solide. Peu avant l'élection et en vue de choisir un candidat, le parti décide d'utiliser une clause de sa constitution qui déclarait tout autres candidatures invalides. Ceci excluant entre autres Raymond Cho, futur député de la circonscription à partir de 2016.
Réélu avec une majorité de 17 000 voix en 2007, il est également réélu en 2011 et en 2014.
Durant son passage à l'Assemblée législative, il est assistant-parlementaire du ministre de la Sécurité publique et des Services correctionnels de 2006 à 2014, du ministre de la Santé et des Soins de longues-durées de 2007 à 2010, du ministre des Services sociaux et Communautaires de 2010 à 2013. En 2011, il est nommé vice-président de la chambre.
Le 22 mars 2016, Balkissoon démissionne de son poste de député,.